# 9,5 mm-es film

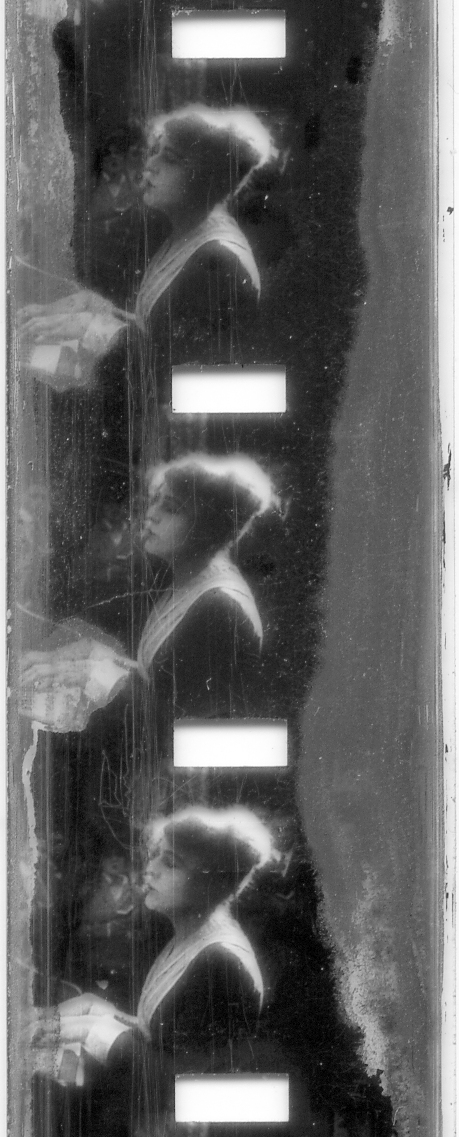
A film három kockája. Jól láthatóak a középre tervezett perforációk

A 9,5 mm-es formátumot kifejezetten amatőrfilmes célokra fejlesztették ki. 1922-ben mutatták be a Pathé testvérek Pathé baby elnevezéssel. Eredeti célkitűzése is az volt, hogy alacsony áron lehessen otthoni felhasználásra filmet készíteni. Rövidesen forgalomba hozták a hozzá szükséges felvevőgépet is.
Hamar népszerű lett Európában, népszerűségét megtartotta az első évtizedekben, és lelkes felhasználói a mai napig használják. Több, mint 300 000 felvevőgépet adtak el Franciaországban és Nagy-Britanniában, kereskedelmi célokra is alkalmazták.

## Méretei
Ez a formátum egyszeres, a képkockák között elhelyezett perforációt alkalmaz, eltérően a 8 mm-es filmtől, amelyet szélükön perforált változatban készítenek. Ez a forma lehetővé teszi, hogy a kép szélességében nagyobb helyet kapjon a filmen. A kép ezért megközelíti a 16 mm-es film kockáinak méretét. Mialatt egy képkockányit továbbít a vetítőgép, a perforáció miatti villogás nem látható, mert a pille épp ilyenkor takarja el a fényt.
A filmszalag szélességét úgy választották meg, hogy éppen harmada legyen a normál 35 mm-es film szélességének. Így vált lehetségessé, hogy 35 mm-es eszközökkel végezhessék a film feldolgozását (előhívás, másolás). Ezután a 35 mm-es film széleit levágják, és elkészítik a 9,5 mm-es film perforációit.
A vetítési rendszerrel megtakarítást lehetett elérni az állóképek megjelenítésénél. A filmen elhelyezett bevágás hatására a vetítés tíz másodpercre leáll, tehát egyetlen kockát kellett a címekhez és a köztes feliratokhoz felhasználni, amelyek egyébként 140 kockát igényeltek volna.

## Pathescope

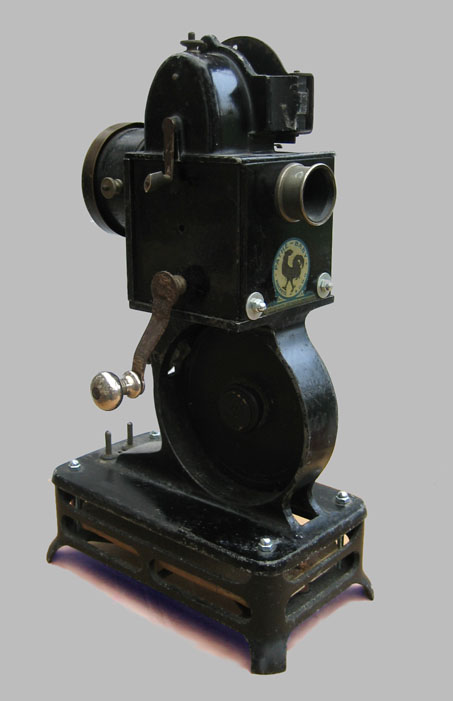
Pathé baby vetítőgép

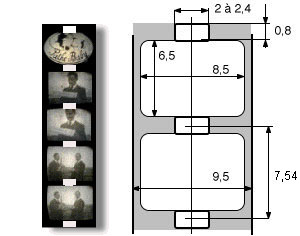
a kép és a perforáció méretei

Nagy-Britanniában a Pathescope Ltd. szállította a felvevőgépeket és a vetítőgépeket. A második világháború évei alatt, és még azután is népszerű maradt ez a formátum. A Pathescope filmeket is forgalmazott otthoni vetítés céljaira, például a Mickey egeret, a Betty Boop rajzfilmeket, de Alfred Hitchcock Zsarolás című filmjét, Stan és Pant és Chaplint is. Németországban G. W. Pabst és Leni Riefenstahl, valamint Fritz Lang filmje, a Metropolis is megjelent éppúgy, mint a Dr. Caligari, és Ewald André Dupont filmje, a Vaudeville (Varieté). A gyűjtők a mai napig őrzik ezeket a ritkaságokat.
Amatőrfilmes célokra 9 méter (30 láb) hosszúságú utántöltés formájában, illetve 15 m és 30 m tekercsben forgalmazták. A háború előtt ortokromatikus fordítós filmként lehetett megvásárolni. A pánkromatikus érzékenyítést a Kodachrome színes film követte 1953-tól, amelyet a gyár párizsi laboratóriumában hívtak elő. A Ferrania színes filmet 1950 után kezdték gyártani. Ekkoriban a Pathescope H felvevőgép, illetve a Pathescope Gem vetítőgép vált népszerűvé. 1938 után lehetséges volt optikai hangsávval ellátni a filmszalagot, ezt egészen a második világháborúig gyártották. Az optikai hangsáv mérete miatt a vetített kép valamivel keskenyebb, kockaszerű lett.
Bár a Kodak 8 mm-es filmje 1932-ben megjelent, a két formátum továbbra is egymás versenytársa volt, habár a 8 mm-es film felbontóképessége jelentősen rosszabb. A támogatók hatására a 8 mm-es film mégis versenyképes maradt. A Kodachrome filmfeldolgozást az angliai laboratóriumokban végezték. A francia vállalat neve Pathescope (Great Britain) Ltd. volt, nagyjából 1959-ig, amikor az eladások csökkenni kezdtek. Ekkor a Smiths Industries által kifejlesztett Prince kamera és az olcsó Princess vetítőgép még képes volt uralni a piacokat. 1960 óta ez a filmformátum a szenvedélyes gyűjtők által maradt csak fenn úgy, hogy 16 mm-es film újraperforálásával készítettek filmet.

## Nehézségek
A központi perforáció túl közel van a képkapuhoz, eltérően a 8 és a 16 mm-es filmtől. Ezért az olcsó vetítőgépeknél jobban láthatóvá válnak a sérülések. Még nagyobb probléma az, hogyha elfogy a hurok, vagy a filmtovábbítás más okból megakad, akkor a filmtovábbító villa a képmező közepét könyörtelenül összekarcolja (huroknak nevezzük a filmtovábbító csillagkeréktől a villáig lazán hagyott filmszalag darabot, amely a villa mozgásából adódóan hol hosszabb, hol rövidebb).

## Műszaki adatai
- Hordozó: biztonsági film (cellulózacetát)
- Kivitel: fényudvar-mentesítő réteggel ellátva
- Változatok: a sokszorosítás érdekében dubpozitív és dubnegatív anyagot is gyártottak
- Érzékenyítés: kezdetben ortokromatikus, a háború után pánkromatikus
- Filmszalag szélessége: 9,5 mm
- Képméret: 6,5 × 8,5 mm
- Kép területe: 55,25 mm²
- Függőleges filmtovábbítás (pulldown), felülről-lefelé
- 1 középponti perforáció képkockánként (2,4 mm széles és 1 mm magas)
- 7,54 mm perforációtávolság
- 132,6 kép méterenként
- vetítési idő 30 m (100 ft) hosszúságú filmtekercsnél kb. 4 perc, 16-os képváltásszámnál
- Hangsáv: 1 mm széles mágneses, vagy optikai
- Kép–hang távolság: 26 kép

## Lásd még
- Film
- Filmformátumok listája
- Vetítőgép